# Kolo (časopis)
Kolo je književno umjetnički časopis u izdanju Matice hrvatske. Pokrenuo ga je 1842. Stanko Vraz s Ljudevitom Vukotinovićem i Dragutinom Rakovcem kao kritički časopis nakon razilaženja s urednikom Danice.

## Vanjske poveznice
- Matica hrvatska  Arhivirana inačica izvorne stranice od 10. lipnja 2009. (Wayback Machine)
- Leksikografski zavod Miroslav Krleža  Arhivirana inačica izvorne stranice od 20. veljače 2021. (Wayback Machine)